# После смерти (фильм, 1989)
«После смерти» — итальянский фильм о зомби 1988 года режиссёра Клаудио Фрагассо. Премьера фильма состоялась 15 декабря 1989 года. Приставку «Зомби 4» фильму дали американские прокатчики, вслед за которыми это название перекочевало и в советский прокат.

## Сюжет
На одном из африканских островов группа учёных ведёт разработку сверх лекарств могущих излечить человека от любой болезни, да и к тому же воскресить его. В этих целях учёные изучали действие магии вуду. Однако местным шаманам это не понравилось и они призвали духов вуду с целью изгнания учёных с их острова. Вскоре духи вселились во всех мертвецов, которые находились на острове, в том числе в убитую жену шамана (он сам её и убил). Когда учёные увидели картины происходящего они не преминули покинуть острова, однако зомби их настигли и съели. В живых осталась только маленькая девочка.
Спустя большое количество времени мимо данного острова проплывала лодка с вьетнамскими солдатами и их спутницами. И тут одна из девушек по имени Дженни узнаёт в этом острове что-то знакомое. Группа высадилась из лодки и обнаружила, что кроме них на острове находятся ещё трое человек — археологи, прибывшие для поисков некой странной книги. Когда же они находят эту книгу и читают её, происходит неминуемое — мёртвые начинают оживать. Одному археологу по имени Чак удаётся спастись, он встречает прибывших вьетнамских солдат и девушку и вместе они прячутся в доме и баррикадируют его. Осмотрев дом, один из солдат, Дэн, обнаруживает спрятанное оружие. Далее выясняется что кулон, находящийся у Дженни, — единственное орудие против того, чтобы мёртвые перестали убивать живых людей.

## В ролях
- Кэндис Дэйли — Дженни, дочь учёного
- Джефф Страйкер — Чак, исследователь
- Джим Гейнс — Дэн, наёмник
- Дон Вилсон — археолог Томми
- Ник Николсон — Род, бывший солдат
- Массимо Ванни — Дэвид, друг Дэна
- Клаудио Фрагассо — рассказчик
- Аль Феста — в титрах не указан